# Croton dissectistipulatus
Espèce
Croton dissectistipulatus est une espèce de plantes à fleurs du genre Croton et de la famille des Euphorbiaceae, présente au Brésil (Amazone).